# Ди Грасси, Лукас
Лу́кас Ту́сси Ди Гра́сси (порт.-браз. Lucas Tucci Di Grassi, родился 11 августа 1984 года в Сан-Паулу, Бразилия) — бразильский автогонщик, серебряный призёр чемпионата мира по автогонкам на выносливость (2016).

## Карьера

### Ранняя карьера
Карьера Грасси началась с выступлений в картинге в 2000, вместе с пятым местом в чемпионате Формула-А. Свою формульную карьеру он начал в Бразильской Формуле-Рено в 2002 году, чемпионат он завершил на втором месте, проиграв лишь Сержио Жименесу.

### Формула-3 (2003-06)
В 2003 Грасси перешёл в более быстрый класс — Формула-3, где он управляя болидом Dallara F301 Mugen-Honda для команды Avallone Motorsport в Южноамериканской Формуле-3. Он завершил сезон в ранге вице-чемпиона, проиграв лишь Данило Дирани и за сезон одержал одну победу с другими одиннадцатью подиумами. Это произошло несмотря на то что бразилец пропустил последние шесть гонок из-за аварии на этапе в Куритибе.
Также он отправился в Европу для участия в четырёх гонках Евросерии Формулы-3 вместе с командой Prema Powerteam, где лучшим результатом стало четвёртое место в По. В следующем году Грасси продолжил свои выступления в Европе и подписал контракт с Hitech Racing на участие в Британской Формуле-3. Он одержал две победы в Тракстоне и по итогам сезона был классифицирован восьмым. Также для него удачно сложился дебют на Гран-при Макао, где он занял третье место.
В 2005 Грасси вернулся в Евросерию Формулы-3 и на этот раз провёл сезон целиком, но перешёл в команду Manor Motorsport. Против доминировавшей пары пилотов ASM Льюиса Хэмилтона он смог противопоставить лишь одну победу, но при этом завершил сезон третьим.
В конце сезона бразилец вернулся в Макао и смог выиграть гонку, где стартовал с третьего места, и опередил таких будущих соперников по Формуле-1 как Себастьян Феттель, Бруно Сенна и Роберт Кубица.

### GP2

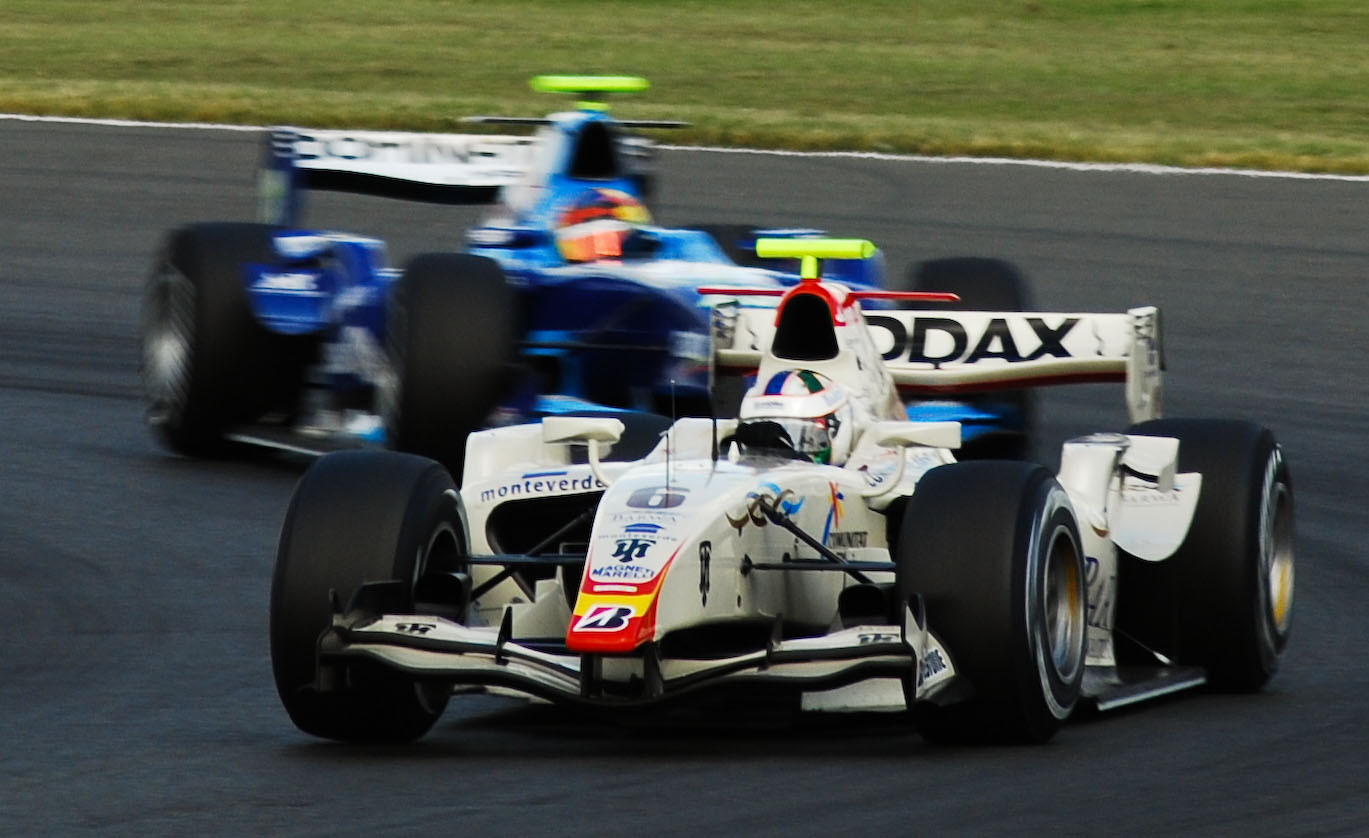
Грасси управляет болидом Campos Grand Prix на этапе в Сильверстоуне сезона 2008 GP2.

2006 стал следующим этапом его карьеры: продвижению к GP2 серии которая поддерживает Гран-при Формулы-1 вместе с Team Durango. Это был скромный дебютный сезон всего лишь с восемью очками и семнадцатым местом в чемпионате.
В 2007 он получил место в чемпионской ART Grand Prix. Он зарабатывал очки на протяжении сезона, Лукас не попал в очковую зону лишь один раз за свои первые 13 гонок. Несмотря на то что он часто не побеждал, по итогам чемпионата он занял второе место, уступив лишь своём будущему напарнику по Virgin Racing Тимо Глоком из iSport.
Свою первую победу он получил на 14 этапе чемпионата в Стамбуле, и стал лидировать в личном зачёте, но Глок обогнал его, победив в воскресном спринте.
Он тестировал новую модель болида GP2 (используемую с 2008 по 2010 год), во время тестов за Renault. Тем не менее, он продолжил выступление в GP2 с Campos Racing начиная с 4 этапа. Вместе с тремя вторыми местами и одним четвёртым местом на финише, он был гонщиком заработавшим максимальное количество очков на протяжении двух этапов. Потом последовали две победы, перед финальным кругом Джорджо Пантано устроил аварию (после этого он был дисквалифицирован). Бразилец завершил чемпионат на третьем месте, набрав на 13 очков меньше чем у Пантано, который принял участие в двадцати гонках, против четырнадцати у Грасси.
Бразильский гонщик продолжил участие в серии в 2009, но перешёл в Racing Engineering, и снова завершил сезон третьим, а также набрал точно такое же количество очков как и в 2008 году.

### Формула-1

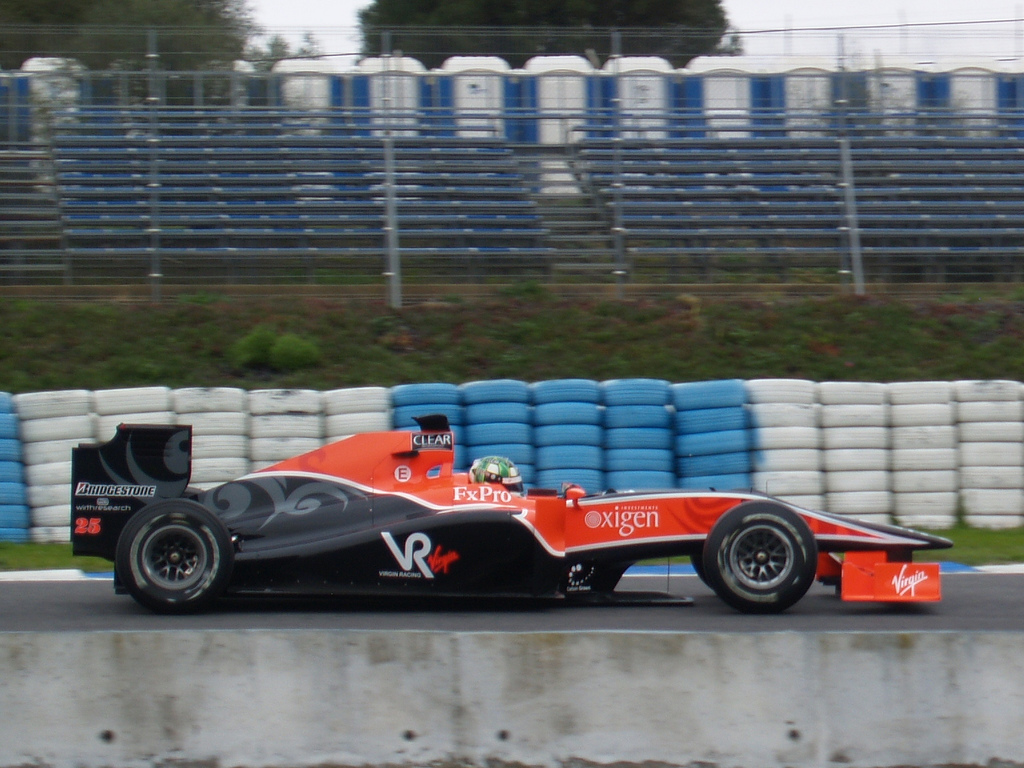
Грасси управляет болидом Virgin в ходе предсезонных тестов на трассе Херес.

В конце 2008 года Грасси проводил тесты в составе Honda Racing F1 Team вместе с соотечественником и соперником по GP2 Бруно Сенной. Основной пилот японской команды Дженсон Баттон также проводил тесты на трассе Каталунья. Сенна отстал на три десятых секунды от его времени, а Грасси на пять десятых. Затем бразилец заключил контракт с Renault и присоединился к ним в качестве резервного пилота команды, став третьим вице-чемпионом GP2, который получал эту должность. Ими были Нельсон Анжело Пике и Хейкки Ковалайнен.
Ди Грасси присоединился к Тимо Глоку в новой команде Virgin Racing для участия в сезоне 2010. Первоначально команда называлась Manor, но была переименована, после того как владелец Virgin Group Ричард Брэнсон купил 20% акций команды.

### Формула-Е
Промоутер Формулы-E Алехандро Агаг обратился к ди Грасси как к гонщику с технологическим опытом для разработки электрического гоночного автомобиля серии. Первоначально ди Грасси не был убежден, что гонки на электромобилях будут захватывающими, но пересмотрел свое мнение, услышав его социально-ориентированную цель разработать привлекательные экологически чистые транспортные средства. Год спустя ди Грасси был объявлен официальным тест-пилотом Формулы-E. Он впервые испытал прототип автомобиля Формулы-E на автодроме Circuit de L'eure под Парижем в августе 2012 года и принимал активное участие в разработке автомобиля. Ди Грасси позже расторг свой контракт в качестве тест-пилота для гонки в серии и 13 февраля 2014 года было объявлено, что ди Грасси будет участвовать в первом сезоне Формулы-E с Audi Sport ABT, одновременно выступая с этой же командой на чемпионате мира по выносливости. Его напарник по команде - бывший гонщик GP2 Даниэль Абт.

## Результаты выступлений

### Статистика
| Сезон     | Серия                                   | Команда                         | Старты | Победы | Поулы | БК | Подиумы | Очки  | Место |
| --------- | --------------------------------------- | ------------------------------- | ------ | ------ | ----- | -- | ------- | ----- | ----- |
| 2002      | Формула-рено 2.0 Бразилия               | G Force Motorsport              | 10     | 2      | 1     | 0  | 6       | 137   | 2     |
| 2003      | Южноамериканская Формула-3              | Avallone Motorsport             | 12     | 1      | 3     | 0  | 11      | 164   | 2     |
| 2003      | Евросерия Формулы-3                     | Prema Powerteam                 | 4      | 0      | 0     | 0  | 0       | 5     | 21    |
| 2004      | Британская Формула-3                    | Hitech Racing                   | 24     | 2      | 3     | 0  | 6       | 130   | 8     |
| 2004      | Супер-при Бахрейна 2004 года            | Hitech Racing                   | 1      | 0      | 0     | 0  | 0       | —     | 19    |
| 2004      | Гран-при Макао                          | Hitech Racing                   | 1      | 0      | 0     | 0  | 1       | —     | 3     |
| 2004      | Формула-3 Мастерс                       | Hitech Racing                   | 1      | 0      | 0     | 0  | 0       | —     | 5     |
| 2005      | Евросерия Формулы-3                     | Manor Motorsport                | 19     | 1      | 2     | 1  | 6       | 68    | 3     |
| 2005      | Гран-при Макао                          | Manor Motorsport                | 1      | 1      | 0     | 0  | 1       | —     | 1     |
| 2005      | Формула-3 Мастерс                       | Manor Motorsport                | 1      | 0      | 0     | 0  | 1       | —     | 3     |
| 2006      | GP2                                     | Durango                         | 20     | 0      | 0     | 0  | 2       | 8     | 17    |
| 2007      | GP2                                     | ART Grand Prix                  | 21     | 1      | 0     | 0  | 7       | 77    | 2     |
| 2008      | GP2                                     | Barwa International Campos Team | 14     | 3      | 0     | 2  | 6       | 63    | 3     |
| 2009      | GP2                                     | Racing Engineering              | 20     | 1      | 1     | 2  | 8       | 63    | 3     |
| 2010      | Формула-1                               | Virgin Racing                   | 18     | 0      | 0     | 0  | 0       | 0     | 24    |
| 2012      | FIA WEC                                 | Audi Sport Team Joest           | 1      | 0      | 0     | 1  | 1       | 15    | 22    |
| 2012      | Кубок Макао GT                          | AF Corse                        | 1      | 0      | 0     | 0  | 0       | N/A   | 17    |
| 2012      | 24 часа Нюрбургринга                    | Dörr Motorsport                 | 1      | 0      | 0     | 0  | 0       | N/A   | НК    |
| 2012      | International V8 Supercars Championship | Tekno Autosports                | 2      | 0      | 0     | 0  | 0       | 0     | НК    |
| 2013      | FIA WEC                                 | Audi Sport Team Joest           | 2      | 0      | 0     | 0  | 2       | 45    | 9     |
| 2013      | 24 часа Ле-Мана                         | Audi Sport Team Joest           | 1      | 0      | 0     | 0  | 1       | N/A   | 3     |
| 2013      | Американская серия Ле-Ман               | Audi Sport Team Joest           | 1      | 0      | 0     | 0  | 1       | 0     | НК    |
| 2014      | FIA WEC                                 | Audi Sport Team Joest           | 8      | 0      | 0     | 0  | 4       | 117   | 4     |
| 2014      | 24 часа Ле-Мана                         | Audi Sport Team Joest           | 1      | 0      | 0     | 0  | 1       | N/A   | 2     |
| 2014      | Stock Car Brasil                        | Ipiranga-RCM                    | 1      | 0      | 0     | 0  | 0       | 0     | НК    |
| 2014–15   | Формула-E                               | Audi Sport ABT                  | 11     | 1      | 0     | 1  | 6       | 133   | 3     |
| 2015      | FIA WEC                                 | Audi Sport Team Joest           | 8      | 0      | 0     | 0  | 1       | 99    | 4     |
| 2015      | Stock Car Brasil                        | Ipiranga-RCM                    | 1      | 0      | 0     | 0  | 0       | 0     | НК    |
| 2015–16   | Формула-E                               | ABT Schaeffler Audi Sport       | 10     | 3      | 0     | 0  | 7       | 153   | 2     |
| 2016      | FIA WEC                                 | Audi Sport Team Joest           | 9      | 2      | 3     | 1  | 6       | 147,5 | 2     |
| 2016      | 24 часа Ле-Мана                         | Audi Sport Team Joest           | 1      | 0      | 0     | 0  | 1       | N/A   | 3     |
| 2016      | Audi Sport TT Cup                       | Audi Sport                      | 2      | 1      | 0     | 2  | 2       | 0     | НК    |
| 2016      | Stock Car Brasil                        | Ipiranga-RCM                    | 1      | 0      | 0     | 1  | 0       | 0     | НК    |
| 2016–17   | Формула-E                               | ABT Schaeffler Audi Sport       | 12     | 2      | 3     | 0  | 7       | 181   | 1     |
| 2017      | FIA GT World Cup                        | HCB-Rutronik-Racing             | 1      | 0      | 0     | 0  | 0       | -     | НФ    |
| 2017–18   | Формула-E                               | Audi Sport ABT Schaeffler       | 12     | 2      | 0     | 3  | 7       | 144   | 2     |
| 2018      | Stock Car Brasil                        | HERO Motorsport                 | 16     | 3      | 0     | 1  | 3       | 127   | 12    |
| 2018      | WeatherTech SportsCar Championship      | Mazda Team Joest                | 1      | 0      | 0     | 0  | 1       | 32    | 46    |
| 2018–19   | Формула-E                               | Audi Sport ABT Schaeffler       | 13     | 2      | 0     | 2  | 3       | 108   | 3     |
| 2019      | Stock Car Brasil                        | Eurofarma RC                    | 1      | 0      | 1     | 0  | 0       | 0     | 34    |
| 2019–20   | Формула-E                               | Audi Sport ABT Schaeffler       | 11     | 0      | 0     | 1  | 2       | 77    | 6     |
| 2020      | Porsche Endurance Series                | Н/Д                             | 2      | 0      | 0     | 0  | 2       | 159   | 6     |
| 2020–21   | Формула-E                               | Audi Sport ABT Schaeffler       | 15     | 2      | 0     | 1  | 3       | 87    | 7     |
| 2021      | Deutsche Tourenwagen Masters            | Abt Sportsline                  | 4      | 0      | 0     | 0  | 0       | 0     | НК*   |
| 2021      | Porsche All-Star Race Brasil            | Н/Д                             | 1      | 0      | 0     | 0  | 0       | Н/Д   | 13    |
| 2021–22   | Формула-E                               | ROKiT Venturi Racing            | 16     | 1      | 0     | 4  | 4       | 126   | 5     |
| 2022–23   | Формула-E                               | Mahindra Racing                 | 4      | 0      | 1     | 0  | 1       | 18†   | 10†   |
| Источник: |                                         |                                 |        |        |       |    |         |       |       |

* Поскольку ди Грасси был приглашенным гонщиком, он не имел права на получение очков чемпионата.
† Сезон продолжается.

### Результаты выступлений в GP2
| Легенда к таблице |                                                                    |
| --- | ------------------------------------------------------------------ |
| В таблице перечислены результаты всех Гран-при Формулы-1, в которых принимал участие гонщик. Строками таблицы являются сезоны, столбцами — этапы чемпионата мира. В каждой клетке указаны сокращённое название этапа и результат, дополнительно обозначенный цветом. Расшифровка обозначений и цветов представлена в нижеследующей таблице. |                                                                    |
| \| Пример \| Описание \| \| ------------ \| ------------------------------------------------------------------ \| \| 1 \| Победитель \| \| 2 \| Второе место \| \| 3 \| Третье место \| \| 5 \| Финишировал, заработав очки \| \| Сход \| Не финишировал, но при этом заработал очки \| \| 12 \| Финишировал, не получив очков \| \| НКЛ \| Финишировал, но не попал в финальную классификацию \| \| 15 \| Участвовал вне зачёта, либо по отдельной классификации \| \| 18 \| Не финишировал, но попал в финальную классификацию \| \| Сход \| Не финишировал \| \| НКВ \| Не прошёл квалификацию \| \| НПКВ \| Не прошёл предквалификацию \| \| ДСК \| Дисквалифицирован \| \| ИСК \| Исключён из протокола соревнований \| \| ТТ \| Заявлен для участия только в тренировках \| \| НС \| Участвовал в квалификации, но не стартовал в гонке \| \| Т \| Травмирован или болен \| \| ОТК \| Отказ от участия \| \| НТР \| Прибыл на соревнования, но на трассу не выезжал \| \| НПР \| Был заявлен в числе участников, но не прибыл к началу соревнований \| \| О \| Соревнования отменены \| \| \| Не участвовал \| \| Поул-позиция \| \| \| Быстрый круг \| \| |                                                                    |
| Пример | Описание                                                           |
| 1 | Победитель                                                         |
| 2 | Второе место                                                       |
| 3 | Третье место                                                       |
| 5 | Финишировал, заработав очки                                        |
| Сход | Не финишировал, но при этом заработал очки                         |
| 12 | Финишировал, не получив очков                                      |
| НКЛ | Финишировал, но не попал в финальную классификацию                 |
| 15 | Участвовал вне зачёта, либо по отдельной классификации             |
| 18 | Не финишировал, но попал в финальную классификацию                 |
| Сход | Не финишировал                                                     |
| НКВ | Не прошёл квалификацию                                             |
| НПКВ | Не прошёл предквалификацию                                         |
| ДСК | Дисквалифицирован                                                  |
| ИСК | Исключён из протокола соревнований                                 |
| ТТ | Заявлен для участия только в тренировках                           |
| НС | Участвовал в квалификации, но не стартовал в гонке                 |
| Т | Травмирован или болен                                              |
| ОТК | Отказ от участия                                                   |
| НТР | Прибыл на соревнования, но на трассу не выезжал                    |
| НПР | Был заявлен в числе участников, но не прибыл к началу соревнований |
| О | Соревнования отменены                                              |
| | Не участвовал                                                      |
| Поул-позиция |                                                                    |
| Быстрый круг |                                                                    |

| Год  | Команда                         | 1          | 2          | 3          | 4          | 5        | 6        | 7        | 8        | 9        | 10         | 11         | 12         | 13       | 14         | 15         | 16         | 17         | 18      | 19      | 20         | 21       | Место | Очки |
| ---- | ------------------------------- | ---------- | ---------- | ---------- | ---------- | -------- | -------- | -------- | -------- | -------- | ---------- | ---------- | ---------- | -------- | ---------- | ---------- | ---------- | ---------- | ------- | ------- | ---------- | -------- | ----- | ---- |
| 2006 | Durango                         | ВАЛ 1 17   | ВАЛ 2 16   | САН 1 Сход | САН 2 Сход | ЕВР 1 18 | ЕВР 2 13 | ИСП 1 12 | ИСП 2 9  | МОН 1 11 | ВЕЛ 1 Сход | ВЕЛ 2 Искл | ФРА 1 7    | ФРА 2 6  | ГЕР 1 Сход | ГЕР 2 Сход | ВЕН 1 13   | ВЕН 2 Сход | ТУЦ 1 5 | ТУЦ 2 9 | ИТА 1 10   | ИТА 2 14 | 17    | 8    |
| 2007 | ART Grand Prix                  | БАХ 1 5    | БАХ 2 Сход | ИСП 1 3    | ИСП 2 3    | МОН 1 5  | ФРА 1 2  | ФРА 2 4  | ВЕЛ 1 4  | ВЕЛ 2 4  | ЕВР 1 2    | ЕВР 2 6    | ВЕН 1 4    | ВЕН 2 4  | ТУЦ 1      | ТУЦ 2 11   | ИТА 1 13   | ИТА 2 4    | БЕЛ 1 3 | БЕЛ 2 3 | ВАЛ 1 Сход | ВАЛ 2 13 | 2     | 77   |
| 2008 | Barwa International Campos Team | ИСП 1      | ИСП 2      | ТУЦ 1      | ТУЦ 2      | МОН 1    | МОН 2    | ФРА 1 2  | ФРА 2 4  | ВЕЛ 1 2  | ВЕЛ 2      | ГЕР 1 5    | ГЕР 2 Сход | ВЕН 1    | ВЕН 2 10   | ЕВР 1 4    | ЕВР 2 1    | БЕЛ 1 20   | БЕЛ 2 5 | ИТА 1   | ИТА 2 11   |          | 3     | 63   |
| 2009 | Fat Burner Racing Engineering   | ИСП 1 Сход | ИСП 2 10   | МОН 1 4    | МОН 2 4    | ТУЦ 1 8  | ТУЦ 2 1  | ВЕЛ 1 2  | ВЕЛ 2 19 | ГЕР 1 7  | ГЕР 2 Сход | ВЕН 1 2    | ВЕН 2 3    | ВАЛ 1 19 | ВАЛ 2 Сход | БЕЛ 1 3    | БЕЛ 2 Сход | ИТА 1 3    | ИТА 2   | ПОР 1 3 | ПОР 2 15   |          | 3     | 63   |

### Результаты выступлений в Формуле-1
| Легенда к таблице |                                                                    |
| --- | ------------------------------------------------------------------ |
| В таблице перечислены результаты всех Гран-при Формулы-1, в которых принимал участие гонщик. Строками таблицы являются сезоны, столбцами — этапы чемпионата мира. В каждой клетке указаны сокращённое название этапа и результат, дополнительно обозначенный цветом. Расшифровка обозначений и цветов представлена в нижеследующей таблице. |                                                                    |
| \| Пример \| Описание \| \| ------------ \| ------------------------------------------------------------------ \| \| 1 \| Победитель \| \| 2 \| Второе место \| \| 3 \| Третье место \| \| 5 \| Финишировал, заработав очки \| \| Сход \| Не финишировал, но при этом заработал очки \| \| 12 \| Финишировал, не получив очков \| \| НКЛ \| Финишировал, но не попал в финальную классификацию \| \| 15 \| Участвовал вне зачёта, либо по отдельной классификации \| \| 18 \| Не финишировал, но попал в финальную классификацию \| \| Сход \| Не финишировал \| \| НКВ \| Не прошёл квалификацию \| \| НПКВ \| Не прошёл предквалификацию \| \| ДСК \| Дисквалифицирован \| \| ИСК \| Исключён из протокола соревнований \| \| ТТ \| Заявлен для участия только в тренировках \| \| НС \| Участвовал в квалификации, но не стартовал в гонке \| \| Т \| Травмирован или болен \| \| ОТК \| Отказ от участия \| \| НТР \| Прибыл на соревнования, но на трассу не выезжал \| \| НПР \| Был заявлен в числе участников, но не прибыл к началу соревнований \| \| О \| Соревнования отменены \| \| \| Не участвовал \| \| Поул-позиция \| \| \| Быстрый круг \| \| |                                                                    |
| Пример | Описание                                                           |
| 1 | Победитель                                                         |
| 2 | Второе место                                                       |
| 3 | Третье место                                                       |
| 5 | Финишировал, заработав очки                                        |
| Сход | Не финишировал, но при этом заработал очки                         |
| 12 | Финишировал, не получив очков                                      |
| НКЛ | Финишировал, но не попал в финальную классификацию                 |
| 15 | Участвовал вне зачёта, либо по отдельной классификации             |
| 18 | Не финишировал, но попал в финальную классификацию                 |
| Сход | Не финишировал                                                     |
| НКВ | Не прошёл квалификацию                                             |
| НПКВ | Не прошёл предквалификацию                                         |
| ДСК | Дисквалифицирован                                                  |
| ИСК | Исключён из протокола соревнований                                 |
| ТТ | Заявлен для участия только в тренировках                           |
| НС | Участвовал в квалификации, но не стартовал в гонке                 |
| Т | Травмирован или болен                                              |
| ОТК | Отказ от участия                                                   |
| НТР | Прибыл на соревнования, но на трассу не выезжал                    |
| НПР | Был заявлен в числе участников, но не прибыл к началу соревнований |
| О | Соревнования отменены                                              |
| | Не участвовал                                                      |
| Поул-позиция |                                                                    |
| Быстрый круг |                                                                    |

| Сезон | Команда       | Шасси        | Двигатель               | Ш | 1        | 2        | 3      | 4        | 5      | 6        | 7      | 8      | 9      | 10       | 11       | 12     | 13     | 14     | 15     | 16     | 17       | 18      | 19     | Место | Очки |
| ----- | ------------- | ------------ | ----------------------- | - | -------- | -------- | ------ | -------- | ------ | -------- | ------ | ------ | ------ | -------- | -------- | ------ | ------ | ------ | ------ | ------ | -------- | ------- | ------ | ----- | ---- |
| 2010  | Virgin Racing | Virgin VR-01 | Cosworth CA 2010 2,4 V8 | B | БАХ Сход | АВС Сход | МАЛ 14 | КИТ Сход | ИСП 19 | МОН Сход | ТУР 19 | КАН 19 | ЕВР 17 | ВЕЛ Сход | ГЕР Сход | ВЕН 18 | БЕЛ 17 | ИТА 20 | СИН 15 | ЯПО НС | КОР Сход | БРА НКЛ | АБУ 18 | 24    | 0    |

### Результаты выступлений в Формуле Е
```
(
полужирный
 - поул-позиция; 
курсивом
 - быстрый круг)
```

| Сезон     | Команда                   | Болид                     | 1      | 2      | 3        | 4        | 5       | 6        | 7      | 8       | 9        | 10       | 11     | 12    | 13      | 14    | 15     | 16 | Очки | Место |
| --------- | ------------------------- | ------------------------- | ------ | ------ | -------- | -------- | ------- | -------- | ------ | ------- | -------- | -------- | ------ | ----- | ------- | ----- | ------ | -- | ---- | ----- |
| 2014/15   | Audi Sport ABT            | Spark-Renault SRT 01E     | ПЕК 1  | ПУТ 2  | ПДЭ 3    | БУЭ Ret  | МАЙ 9   | ЛБЧ 3    | МОН 2  | БЕР DSQ | МОС 2    | ЛОН 4    | ЛОН 6  |       |         |       |        |    | 133  | 3     |
| 2015/16   | ABT Schaeffler Audi Sport | Spark-ABT Schaeffler FE01 | ПЕК 2  | ПУТ 1  | ПДЭ 2    | БУЭ 3    | МЕХ ДСК | ЛБЧ 1    | ПАР 1  | БЕР 3   | ЛОН 4    | ЛОН Сход |        |       |         |       |        |    | 153  | 2     |
| 2016/17   | ABT Schaeffler Audi Sport | Spark-ABT Schaeffler FE02 | ГКГ 2  | МАР 5  | БУЭ 3    | МЕХ 1    | МОН 2   | ПАР Сход | БЕР 2  | БЕР 3   | HЙК 4    | HЙК 5    | МРЛ 1  | МРЛ 7 |         |       |        |    | 181  | 1     |
| 2017/18   | Audi Sport ABT Schaeffler | Spark-Audi e-tron FE04    | ГКГ 17 | ГКГ 14 | МАР Сход | САН Сход | МЕХ 9   | ПДЭ 2    | РИМ 2  | ПАР 2   | БЕР 2    | ЦЮР 1    | HЙК 1  | HЙК 2 |         |       |        |    | 144  | 2     |
| 2018/19   | Audi Sport ABT Schaeffler | Spark-Audi e-tron FE05    | ДИР 9  | МАР 7  | САН 12   | МЕХ 1    | ГКГ 2   | СНЬ 15†  | РИМ 7  | ПАР 4   | МОН Сход | БЕР 1    | БРН 9  | НЙК 5 | НЙК 18* |       |        |    | 108  | 3     |
| 2019/20   | Audi Sport ABT Schaeffler | Spark-Audi e-tron FE06    | ДИР 13 | ДИР 2  | САН 7    | МЕХ 6    | МАР 7   | БЕР 8    | БЕР 3  | БЕР 8   | БЕР 6    | БЕР 21   | БЕР 6  |       |         |       |        |    | 77   | 6     |
| 2020/21   | Audi Sport ABT Schaeffler | Spark-Audi e-tron FE07    | ДИР 9  | ДИР 8  | РИМ Сход | РИМ Сход | ВАЛ 7   | ВАЛ 10   | МОН 10 | ПУЭ 1   | ПУЭ 18   | НЙК 3    | НЙК 14 | ЛОН 6 | ЛОН ДСК | БЕР 1 | БЕР 20 |    | 87   | 7     |
| Источник: |                           |                           |        |        |          |          |         |          |        |         |          |          |        |       |         |       |        |    |      |       |

*Гонщик не финишировал, но был классифицирован, так как преодолел более 90 % дистанции гонки.